# Heiligenroda

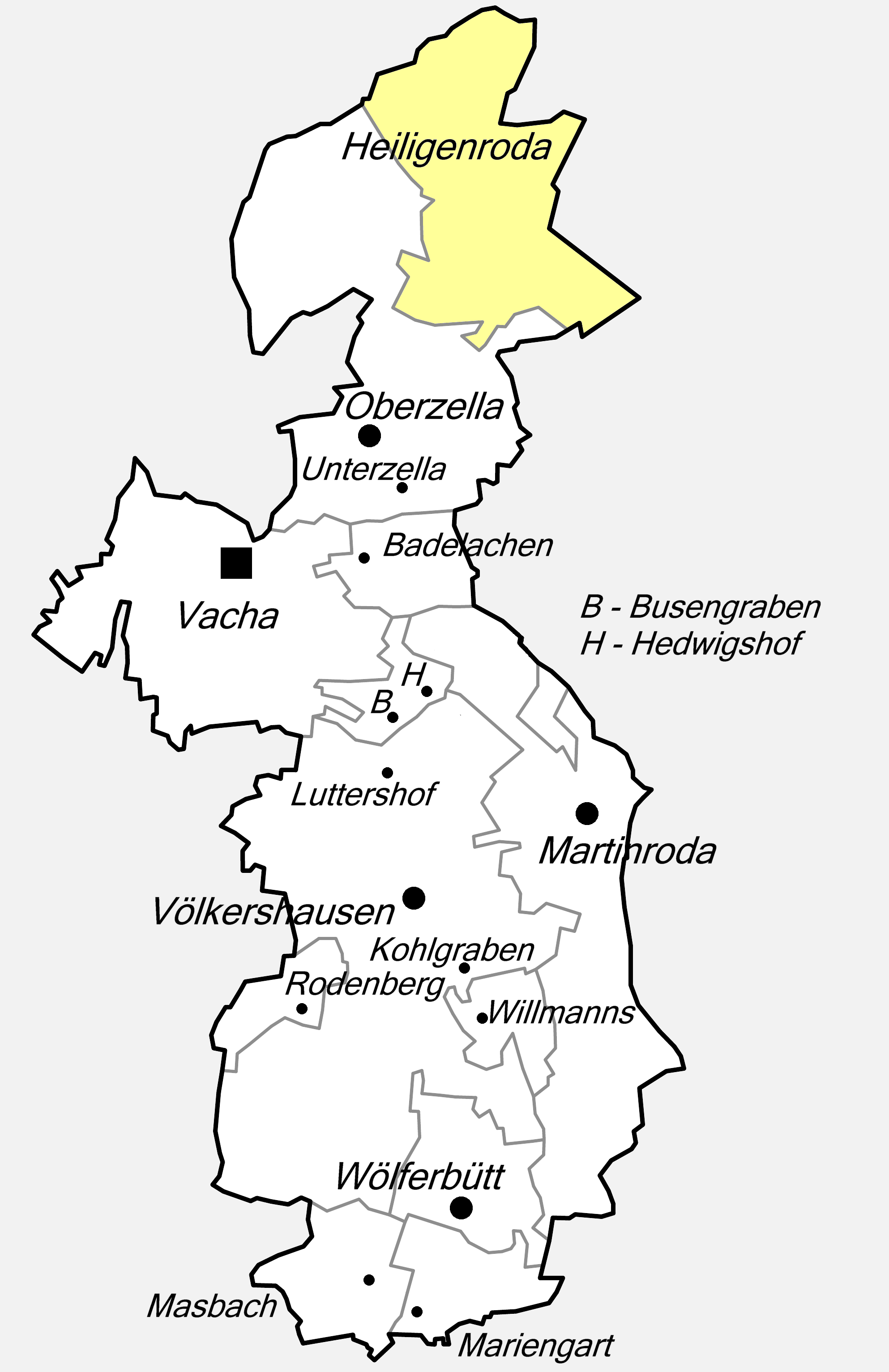
Lage der Gemarkung Heiligenroda im Stadtgebiet von Vacha

Heiligenroda ist eine Wüstung, die zum Ortsteil Oberzella der Stadt Vacha im Wartburgkreis in Thüringen gehört. Neben Heiligenroda sind Niederndorf und Schwenge gleichartige Wüstungen des Ortsteils Oberzella. Die letzten Gebäude des zu dieser Zeit nahe der innerdeutschen Grenze gelegenen Heiligenroda wurden 1975 abgerissen.

## Geographie

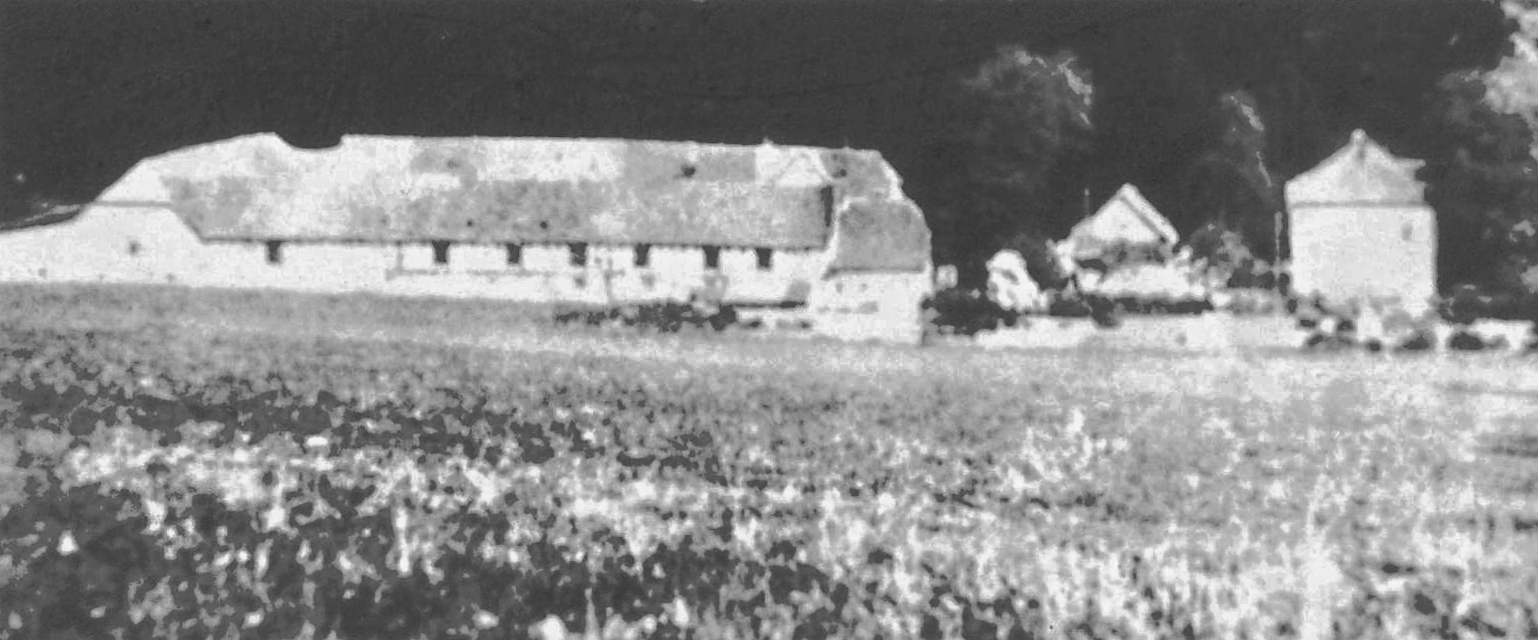
Der Gutshof von Heiligenroda (um 1910) - Infotafel am Grenzwanderweg Grünes Band

Der Ort lag 338 m über dem Meeresspiegel an der Ortsverbindungsstraße von Oberzella nach Vitzeroda.

## Geschichte
Erstmals erwähnt wurde der Ort am  4. November 1184. In einem kleinen Seitental am Westrand des Frauenseer Forst wurden durch Rodung die Kleinsiedlungen Thalhausen, Niederndorf, Heiligenroda und Schwenge geschaffen. Sie waren mit dem zur Vogtei Kreuzberg gehörigen Oberzella wirtschaftlich und administrativ verbunden.
Heiligenroda war der bedeutendste Ort und verfügte über eine Pfarrei, zu der auch der Nachbarort Gasteroda gehörte. Als deren erste namentlich bekannte Besitzer wurden die Herren von Benhausen erwähnt. Diese übergaben in der 1383 erstellten Urkunde ihre Besitzungen in Heiligenroda und Gasteroda dem Kloster Kreuzberg. Im Zuge der Reformation wurde die Pfarrei im 15. Jahrhundert nach Oberzella verlegt. Gasteroda wurde 1553 vom hessischen Landgraf Philipp I. dem Gericht Heringen im Amt Friedewald zugeordnet.
1816 kam der Ort gemeinsam mit Vitzeroda, Abteroda, Gasteroda, Oberzella, Niederndorf und Schwenge von Hessen an Sachsen-Weimar-Eisenach. 1879 hatte der Ort zwei Wohnhäuser mit 15 Einwohnern; 122,3 ha Gesamtfläche, davon Höfe und Gärten 1,5 ha, Wiesen 18,2 ha, Ackerfläche 56,9 ha, Wald 36,4 ha.
Heiligenroda wurde auch durch eine bewilligte Abbaukonzession für den Kalibergbau bekannt, der Schacht Heiligenroda I wurde im Jahr 1909 als einer der ersten Kalischächte im Werra-Kalirevier abgeteuft. Das nächstgelegene Kali-Aufbereitungswerk (Düngemittelfabrik) befand sich zu diesem Zeitpunkt auf preußischem Gebiet im fünf Kilometer entfernten Heringen; im sachsen-weimarischen Gebiet lag das Werk Kaiseroda in 12 km Entfernung. Die preiswerteste Möglichkeit für den Transport von Rohsalz bestand zu dieser Zeit im Bau einer Seilbahn, diese wurde noch während der Abteufung des Schachtbauwerks erbaut.
Nach 1945 lag Heiligenroda unmittelbar an der innerdeutschen Grenze auf DDR-Seite, die ab 1952 von DDR-Seite her massiv befestigt wurde. Es wurde dann gemäß dem Gemeindeverzeichnis der DDR von 1956 ein Ortsteil der Gemeinde Oberzella (Territorialer Grundschlüssel 110154). 1961 wurden die ersten Bewohner im Rahmen der „Aktion Kornblume“ zwangsausgesiedelt, 1975 wurden die letzten Gebäude in Heiligenroda abgerissen und eingeebnet.